# Ted Moore
Frank Edward ('Ted') Moore (membre de la BSC), né le 7 août 1914 à Muizenberg (Cap-Occidental, Afrique du Sud), décédé en juillet 1987 dans le Surrey (Angleterre) — date et lieu à préciser —, est un directeur de la photographie sud-africain.

## Biographie
Installé au Royaume-Uni en 1930, Ted Moore débute comme cadreur au cinéma en 1939, exerçant à ce titre jusqu'en 1954, sur onze films, dont L'Odyssée de l'African Queen de John Huston en 1951, avec Humphrey Bogart et Katharine Hepburn.
Il entame sa carrière de chef opérateur en 1954 et participe ainsi à quarante-neuf films (majoritairement britanniques, plus quelques coproductions), le dernier sorti en 1981. Il collabore notamment avec les réalisateurs John Gilling, Guy Hamilton, Ken Hughes et Terence Young, entre autres. En particulier, il est aux côtés d'Hamilton ou de Young sur sept films de la série cinématographique des James Bond, avec Sean Connery puis Roger Moore dans le rôle de l'agent secret, à partir de James Bond 007 contre Dr No en 1962 (premier de cette série), jusqu'à L'Homme au pistolet d'or en 1974 (malade, il est alors remplacé par Oswald Morris).
En 1967, Ted Moore gagne l'Oscar de la meilleure photographie pour le film historique Un homme pour l'éternité (1966, avec Paul Scofield et Wendy Hiller) de Fred Zinnemann. Grâce à ce film, il gagne également le British Academy Film Award de la meilleure photographie (qu'il avait déjà remporté pour un 'James Bond', Bons Baisers de Russie, sorti en 1963) — voir la rubrique "Récompenses" ci-après —.
De plus, il est directeur de la photographie à la télévision, contribuant à deux téléfilms (en 1974 et 1982, année où il se retire), ainsi qu'à un feuilleton en 1980 (adaptation des Chroniques martiennes de Ray Bradbury).

## Filmographie partielle

### Comme cadreur
Au cinéma
- 1939 : Sons of the Sea (en) de Maurice Elvey
- 1942 : The Big Blockade de Charles Frend
- 1951 : L'Odyssée de l'African Queen (The African Queen) de John Huston
- 1952 : Le Banni des îles (Outcast of the Islands) de Carol Reed
- 1952 : It Started in Paradise de Compton Bennett
- 1953 : Geneviève (Genevieve) d'Henry Cornelius
- 1953 : Les Bérets rouges (The Red Beret) de Terence Young
- 1954 : L'Enfer au-dessous de zéro (Hell Below Zero) de Mark Robson
- 1954 : Le Serment du chevalier noir (The Black Knight) de Tay Garnett

### Comme directeur de la photographie

#### Au cinéma
- 1955 : Hold-up en plein ciel (A Prize of Gold) de Mark Robson
- 1955 : Commando sur la Gironde ou Le commando frappe à sept heures (The Cockleshell Heroes) de José Ferrer
- 1956 : Zarak le valeureux (Zarak) de Terence Young
- 1956 : Odongo (en) de John Gilling
- 1956 : Les Secrets du docteur Boronski (en) (The Gamma People) de Terence Young
- 1956 : Safari de Terence Young (seconde équipe)
- 1957 : Police internationale (Interpol) de John Gilling
- 1957 : Comment tuer un oncle à héritage (How to murder a Rich Uncle) de Nigel Patrick
- 1957 : Pilotes de haut-vol (High Flight) de John Gilling
- 1958 : La Brigade des bérets noirs (No Time to Die) de Terence Young
- 1958 : Signes particuliers : néant (The Man Inside) de John Gilling
- 1959 : Les Aventuriers du Kilimandjaro (Killers of Kilimanjaro) de Richard Thorpe
- 1959 : Idol on Parade (en) de John Gilling
- 1959 : La Charge du 7e lanciers (en) (The Bandit of Zhobe) de John Gilling
- 1960 : Jazz Boat de Ken Hughes
- 1960 : Les Procès d'Oscar Wilde (The Trials of Oscar Wilde) de Ken Hughes
- 1960 : In the Nick (en) de Ken Hughes
- 1961 : Johnny Nobody (en) de Nigel Patrick
- 1961 : The Hellions (en) d'Irving Allen et Ken Annakin
- 1962 : James Bond 007 contre Dr No (Dr No) de Terence Young
- 1962 : La Révolte des Triffides (The Day of the Triffids) de Steve Sekely
- 1962 : Mix Me a Person (en) de Leslie Norman
- 1963 : À neuf heures de Rama (Nine Hours to Rama) de Mark Robson
- 1963 : Bons Baisers de Russie (From Russia with Love) de Terence Young
- 1963 : Appelez-moi chef (Call Me Bwana) de Gordon Douglas
- 1964 : Goldfinger de Guy Hamilton
- 1965 : Les Aventures amoureuses de Moll Flanders (The Amorous Adventures of Moll Flanders) de Terence Young
- 1965 : Opération Tonnerre (Thunderball) de Terence Young
- 1966 : Un homme pour l'éternité (A Man for All Seasons) de Fred Zinnemann
- 1967 : Le Dernier Safari (The Last Safari) d'Henry Hathaway
- 1968 : Shalako d'Edward Dmytryk
- 1968 : Prudence et la Pilule (Prudence and the Pill) de Fielder Cook et Ronald Neame
- 1969 : L'Homme le plus dangereux du monde (The Chairman) de J. Lee Thompson
- 1969 : Les Belles Années de miss Brodie (The Prime of Miss Jean Brodie) de Ronald Neame
- 1970 : Country Dance de J. Lee Thompson
- 1971 : Les diamants sont éternels (Diamonds are Forever) de Guy Hamilton
- 1973 : Psychomania (en) de Don Sharp
- 1973 : Vivre et laisser mourir (Live and Let Die) de Guy Hamilton
- 1974 : Le Voyage fantastique de Sinbad (The Golden Voyage of Sinbad) de Gordon Hessler
- 1974 : L'Homme au pistolet d'or (The Man with the Golden Gun) de Guy Hamilton
- 1977 : Orca de Michael Anderson
- 1977 : Sinbad et l'Œil du tigre (Sinbad and the Eye of the Tiger) de Sam Wanamaker
- 1979 : Dominique de Michael Anderson
- 1981 : Le Choc des Titans (Clash of the Titans) de Desmond Davis

#### À la télévision
- 1974 : The Story of Jacob and Joseph (en), téléfilm de Michael Cacoyannis
- 1980 : Chroniques martiennes (en) (The Martian Chronicles), feuilleton de Michael Anderson
- 1982 : Charles & Diana : A Royal Love Story, téléfilm de James Goldstone

## Récompenses
- British Academy Film Award de la meilleure photographie :
  - En 1964, catégorie couleur, pour Bons Baisers de Russie ;
  - Et en 1968, catégorie couleur, pour Un homme pour l'éternité.
- Oscar de la meilleure photographie en 1967, catégorie couleur, pour Un homme pour l'éternité.